# Deltaproteobacteria
Classe
Synonymes
- Desulfobaccia Waite et al. 2020
- Desulfobulbia Waite et al.. 2020
- Desulfomonilia Waite et al. 2020
- Syntrophia Waite et al. 2020
- Polyangiia corrig. Waite et al. 2020
- Syntrophorhabdia Waite et al. 2020
- Desulfovibrionia Waite et al. 2020
- Syntrophobacteria Waite et al. 2020
- Desulfobacteria Waite et al. 2020
- Myxococcia Waite et al. 2020
- Desulfarculia Waite et al. 2020
- Desulfuromonadia Waite et al. 2020
- Desulfurellia Waite et al. 2020
- Deferrisomatia Waite et al. 2020
- Dissulfuribacteria Waite et al. 2020
- Deltabacteria Cavalier-Smith 2002

Les Deltaproteobacteria (en français les Deltaprotéobactéries) sont une classe de bactéries à Gram négatif de l'embranchement des Pseudomonadota. Son nom, formé sur les mots grecs delta (δέλτα : quatrième lettre de l'alphabet) et Proteus (Προτεύς : Protée, dieu capable de se métamorphoser) complétés du néolatin bacteria (bactérie), n'est exceptionnellement pas dérivé du nom de son ordre type Myxococcales.

## Taxonomie
Ce taxon est décrit en 2006 par J. Kuever et al. dans la deuxième édition du Bergey's Manual of Systematic Bacteriology. Il est validé la même année par une publication dans l'IJSEM.
En 2020, s'appuyant sur un séquençage des gènes de l'ARN ribosomique et de 120 gènes marqueurs non dupliqués, D.W. Waite et al. réfutent la monophylie des Deltaproteobacteria et leur inclusion dans l'embranchement des Proteobacteria (devenu Pseudomonadota). Ces auteurs proposent de réorganiser le groupe « Deltaproteobacteria-Oligoflexia-Thermodesulfurobacteria » en le subdivisant en quatre nouveaux embranchements : Bdellovibrionota, Desulfurobacterota, Myxococcota et un quatrième taxon nommé provisoirement « SAR324 ».

## Liste d'ordres

### Ordres validement publiés
Selon la LPSN (3 décembre 2022) :
- Bradymonadales Wang et al. 2015
- Deferrisomatales Waite et al. 2020
- Desulfarculales corrig. Kuever et al. 2006
- Desulfobacterales Kuever et al. 2006
- Desulfovibrionales Kuever et al. 2006
- Desulfurellales Kuever et al. 2006
- Desulfuromonadales corrig. Kuever et al. 2006
- Dissulfuribacterales Waite et al. 2020
- Myxococcales Tchan et al. 1948 – ordre type
- Syntrophobacterales Kuever et al. 2006
- Syntrophorhabdales Waite et al. 2020

L'ordre des Bdellovibrionales a été reclassé dans la classe des Oligoflexia (même embranchement).

### Ordres en attente de publication valide
Selon la LPSN (3 décembre 2022) les ordres suivants sont en attente de publication valide (Ca. signifie Candidatus) :
- « Ca. Acidulidesulfobacterales » corrig. Tan et al. 2019
- « Ca. Adiutricales » Waite et al. 2020
- « Ca. Desulfofervidales » Waite et al. 2020